# Mayo-Sava
Departament Mayo-Sava – departament w Regionie Dalekiej Północy w Kamerunie ze stolicą w Mora. Na powierzchni 2 736 km² żyje około 313,4 tys. mieszkańców.